# Stelis schomburgkii
Stelis schomburgkii là một loài thực vật có hoa trong họ Lan. Loài này được Fawc. & Rendle miêu tả khoa học đầu tiên năm 1910.